# Uruguayische Fußballnationalmannschaft/Olympische Spiele
Die uruguayische Fußballnationalmannschaft nahm erstmals 1924 an den Olympischen Spielen in Paris teil und konnte dort ebenso wie vier Jahre später in Amsterdam die Goldmedaille gewinnen. Für den uruguayischen Verband zählen diese beiden Medaillen wie Weltmeisterschaften und der Verband trägt daher neben den beiden Meistersternen für die WM-Titel 1930 und 1950 noch zwei Sterne für die beiden Olympiasiege auf den Trikots. Die FIFA erkannte 1950 die beiden Olympiasiege als Weltmeistertitel an. Nach 1928 nahm die A-Mannschaft nicht mehr teil. Erst ab 1960 beteiligte sich wieder eine uruguayische Mannschaft an den Qualifikationswettbewerben, scheiterte aber meistens in der Qualifikation. Nachdem sich die Mannschaft 1976 qualifiziert hatte, wurde die Teilnahme aber abgesagt. An den Spielen 2012 in London nahm erstmals wieder eine uruguayische Mannschaft teil, die sich durch den zweiten Platz bei der U-20-Südamerikameisterschaft 2011 qualifizieren konnte. Nach einem Sieg und den ersten beiden Niederlagen überhaupt bei Olympischen Spielen schied Uruguay nach der Vorrunde aus.
Mit der Goldmedaille 1924 sowie den Siegen bei der Copa América 1923 und 1924 konnte Uruguay als erste Mannschaft drei bedeutende Turniere in Folge gewinnen. Dies gelang erst wieder Spanien mit den EM-Siegen 2008 und 2012 sowie dem WM-Titel 2010.

## Ergebnisse bei Olympischen Spielen

### 1924 (Goldmedaille)
- Olympische Spiele in Paris:
  - 26. Mai 1924: Vorrunde: Uruguay – Niederlande 7:0 (Stade de Colombes)
  - 29. Mai 1924: Achtelfinale: Uruguay – USA 3:0 (Stade Bergeyre)
  - 1. Juni 1924: Viertelfinale: Uruguay – Frankreich 5:1 (Stade de Colombes)
  - 6. Juni 1924: Halbfinale: Uruguay – Niederlande 2:1 (Stade de Colombes)
  - 9. Juni 1924: Finale: Uruguay – Schweiz 3:0 (Stade de Colombes)

### 1928 (Goldmedaille)
- Olympische Spiele in Amsterdam:

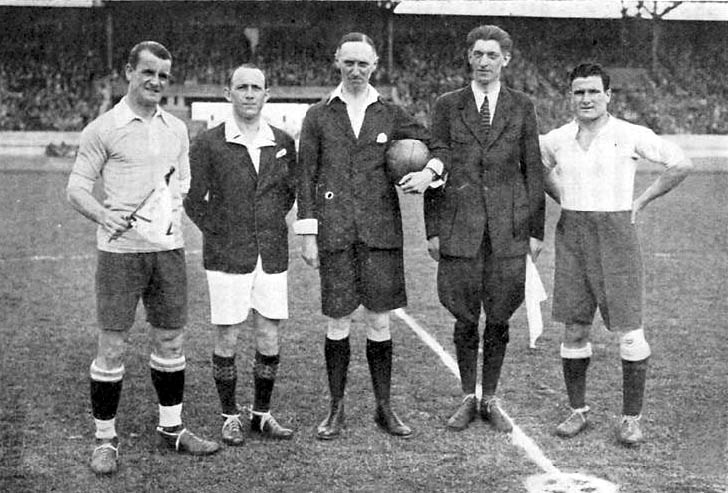
Die Spielführer und Schiedsrichter vor dem ersten Finalspiel

  - 30. Mai 1928: Achtelfinale: Uruguay – Niederlande 2:0 (Olympiastadion)
  - 3. Juni 1928: Viertelfinale: Uruguay – Deutsches Reich 4:1 (Olympiastadion)
  - 7. Juni 1928: Halbfinale: Uruguay – Italien 3:2 (Olympiastadion)
  - 9. Juni 1928: Finale: Uruguay – Argentinien 1:1 (Olympiastadion)
  - 13. Juni 1928: Finale/Wiederholungsspiel: Uruguay – Argentinien 2:1 (Olympiastadion)

### 1936
- Olympische Spiele in Berlin:
  - Aus Südamerika nahm nur Peru teil.

### 1948
- Olympische Spiele in London:
  - Südamerikanische Mannschaften nahmen nicht teil.

### 1952
- Olympische Spiele in Helsinki:
  - nicht teilgenommen

### 1956
- Olympische Spiele in Melbourne:
  - Südamerikanische Mannschaften nahmen nicht teil.

### 1960
- Olympia-Qualifikation:
  - 16. Dezember 1959: Peru – Uruguay 6:0 in Lima
  - 22. Dezember 1959: Uruguay – Peru 2:3 Montevideo (Uruguay schied aus)

### 1964
- Olympia-Qualifikation in Lima/Peru:
  - 8. Mai 1964: Uruguay – Chile 0:0
  - 14. Mai 1964: Uruguay – Ecuador 1:1
  - 17. Mai 1964: Peru – Uruguay 2:0
  - 20. Mai 1964: Argentinien – Uruguay 3:1
  - 23. Mai 1964: Uruguay – Kolumbien 1:1
  - 26. Mai 1964: Brasilien – Uruguay nicht ausgetragen (Uruguay schied als Gruppenfünfter aus)

### 1968
- Olympia-Qualifikation:
  - 1. Runde:
    - Uruguay – Peru 0:0
    - Uruguay – Ecuador 2:0
    - Kolumbien – Uruguay 1:1

  - 2. Runde in Brasilien und Kolumbien:
    - 30. März 1968: Brasilien – Uruguay 1:2 (in Bogotá)
    - Uruguay – Paraguay 3:3
    - Kolumbien – Uruguay 2:0 (Uruguay schied als Gruppendritter aus)

### 1972
- Olympia-Qualifikation in Kolumbien:
  - 1. Runde:
    - Kolumbien – Uruguay 2:1
    - Paraguay – Uruguay 1:1
    - Peru – Uruguay 1:0
    - Uruguay – Venezuela 2:0 (Uruguay schied als Gruppenvierter aus)

### 1976
- Olympia-Qualifikation in Brasilien:
  - 21. Januar 1976: Brasilien – Uruguay 1:1 (in Recife)
  - Uruguay – Chile 1:1
  - Uruguay – Peru 3:0
  - Uruguay – Argentinien (CA Newell’s Old Boys) 2:0
  - Uruguay – Kolumbien 2:0 (Uruguay war als Gruppenzweiter für die Olympischen Spiele in Montreal qualifiziert, verzichtete aber am 8. Juni auf die Teilnahme. Stattdessen nahm Kuba teil.)

### 1980
- - nicht teilgenommen

### 1984
- - nicht teilgenommen

### 1988
- Olympia-Qualifikation in Santa Cruz de La Sierra/Bolivien:
  - 1. Runde:
    - 20. April 1987: Uruguay – Peru 1:0
    - 22. April 1987: Kolumbien – Uruguay 0:0
    - 24. April 1987: Brasilien – Uruguay 1:1
    - 26. April 1987: Paraguay – Uruguay 1:0 (Uruguay schied als Gruppenvierter aus)

### 1992
- Olympia-Qualifikation in Paraguay:
  - 1. Runde:
    - Uruguay – Ecuador 0:2
    - Uruguay – Chile 1:0
    - Uruguay – Bolivien 4:0
    - Argentinien – Uruguay 1:2

  - 2. Runde:
    - Kolumbien – Uruguay 3:0
    - Uruguay – Ecuador 1:0
    - Paraguay – Uruguay 0:0 (Uruguay schied als Gruppendritter aus)

### 1996
- Olympia-Qualifikation in Argentinien:
  - 1. Runde in Tandil:
    - 19. Februar 1996: Bolivien – Uruguay 0:2
    - 21. Februar 1996: Peru – Uruguay 2:4
    - 25. Februar 1996: Uruguay – Paraguay 3:2
    - 27. Februar 1996: Brasilien – Uruguay 0:0

  - 2. Runde in Mar del Plata:
    - 1. März 1996: Argentinien – Uruguay 2:0
    - 3. März 1996: Brasilien – Uruguay 3:1
    - 6. März 1996: Uruguay – Venezuela 3:1 (Uruguay schied als Gruppendritter aus)

### 2000
- Olympia-Qualifikation in Brasilien:
  - 1. Runde in Cascavel:
    - 18. Januar 2000: Uruguay – Peru 1:1
    - 22. Januar 2000: Uruguay – Bolivien 2:1
    - 25. Januar 2000: Uruguay – Paraguay 1:0
    - 29. Januar 2000: Argentinien – Uruguay 1:2

  - 2. Runde in Curitiba:
    - 2. Februar 2000: Uruguay – Chile 1:4
    - 4. Februar 2000: Uruguay – Argentinien 0:3
    - 6. Februar 2000: Brasilien – Uruguay 2:2 (Uruguay schied als Gruppenvierter aus)

### 2004
- Olympia-Qualifikation in Concepción/Chile:
  - 1. Runde:
    - 7. Januar 2004: Chile – Uruguay 3:0
    - 11. Januar 2004: Brasilien – Uruguay 1:1
    - 13. Januar 2004: Uruguay – Venezuela 1:1
    - 15. Januar 2004: Uruguay – Paraguay 1:2 (Uruguay schied als Gruppenvierter aus)

### 2008
Die Qualifikation erfolgte über die U-20-Südamerikameisterschaft 2007 in Paraguay. Als Dritter konnte sich Uruguay nicht qualifizieren.

### 2012
Die Qualifikation erfolgte über die U-20-Südamerikameisterschaft 2011 in Peru. Uruguay qualifizierte sich als Zweiter für die Olympischen Spiele.
- Olympische Spiele in London:
  - 26. Juli 2012: Vereinigte Arabische Emirate – Uruguay 1:2 (in Manchester, Old Trafford)
  - 29. Juli 2012: Senegal – Uruguay 2:0 (in London, Wembley-Stadion) – Erste Niederlage bei Olympischen Spielen für Uruguay
  - 1. August 2012: Großbritannien – Uruguay 1:0 (in Cardiff, Millennium Stadium) – Uruguay schied als Gruppendritter aus.

#### Kader für 2012
Startberechtigt war eine U-23-Mannschaft, in der bis zu drei ältere Spieler mitwirken durften. Hierfür nominierte Nationaltrainer Óscar Tabárez, der auch die Olympiamannschaft betreut, Egidio Arévalo, Edinson Cavani und Luis Suárez, die ebenso wie Nicolás Lodeiro schon an der WM 2010 teilgenommen hatten.
| Nr.        | Spieler                | Geburtsdatum | Verein              | A-Länder- spiele | A-Länder- spieltore | WM-Spiele                    | OS-Spiele |     |     |     |     |     |
| Tor        | Tor                    | Tor          | Tor                 | Tor              | Tor                 | Tor                          | Tor       | Tor | Tor | Tor | Tor | Tor |
| ---------- | ---------------------- | ------------ | ------------------- | ---------------- | ------------------- | ---------------------------- | --------- | --- | --- | --- | --- | --- |
| 1          | Martín Campaña         | 29.05.1989   | Cerro Largo FC      |                  |                     |                              | 3 (2012)  |     |     |     |     |     |
| 18         | Leandro Gelpi          | 27.02.1991   | CA Peñarol          |                  |                     |                              |           |     |     |     |     |     |
| Abwehr     |                        |              |                     |                  |                     |                              |           |     |     |     |     |     |
| 2          | Ramón Arias            | 27.07.1992   | Defensor Sporting   |                  |                     | 2 (U-20 2011), 3 (U-17 2009) | 3 (2012)  |     |     |     |     |     |
| 3          | Diego Polenta          | 06.02.1992   | CFC Genua           |                  |                     | 3 (U-20), 4 (U-17)           |           |     |     |     |     |     |
| 4          | Sebastián Coates       | 07.10.1990   | FC Liverpool        | 5                | 0                   | 4 (U-20 2009)                | 3         |     |     |     |     |     |
| 5          | Emiliano Albín         | 24.01.1989   | CA Peñarol          |                  |                     |                              | 2 (2012)  |     |     |     |     |     |
| 6          | Alexis Rolín           | 07.02.1989   | Nacional Montevideo |                  |                     |                              | 3 (2012)  |     |     |     |     |     |
| 13         | Matías Aguirregaray    | 01.04.1989   | US Palermo          |                  |                     | 2 (U-20 2009)                | 2 (2012)  |     |     |     |     |     |
| Mittelfeld |                        |              |                     |                  |                     |                              |           |     |     |     |     |     |
| 8          | Maximiliano Calzada    | 21.04.1990   | Nacional Montevideo |                  |                     | 3 (U-20 2009)                | 2 (2012)  |     |     |     |     |     |
| 10         | Gastón Ramírez         | 02.12.1990   | FC Bologna          | 4                | 0                   | 3 (U-20 2009)                | 3 (2012)  |     |     |     |     |     |
| 12         | Jonathan Urretaviscaya | 19.03.1990   | Vitória Guimarães   |                  |                     | 3 (U-20 2009)                | 2 (2012)  |     |     |     |     |     |
| 14         | Nicolás Lodeiro        | 21.03.1989   | Ajax Amsterdam      | 7                | 0                   | 3 (2010), 4 (U-20 2009)      | 3 (2012)  |     |     |     |     |     |
| 15         | Diego Martín Rodríguez | 04.09.1989   | Defensor Sporting   |                  |                     | 3 (U-20 2009)                | 2 (2012)  |     |     |     |     |     |
| 17         | Egidio Arévalo         | 01.01.1982   | Club Tijuana        | 26               | 0                   | 7 (2010)                     | 3 (2012)  |     |     |     |     |     |
| Angriff    |                        |              |                     |                  |                     |                              |           |     |     |     |     |     |
| 7          | Edinson Cavani         | 14.02.1987   | SSC Neapel          | 34               | 12                  | 6 (2010), 4 (U-20 2007)      | 3 (2012)  |     |     |     |     |     |
| 9          | Luis Suárez            | 24.01.1987   | FC Liverpool        | 52               | 26                  | 6 (2010), 4 (U-20 2007)      | 3 (2012)  |     |     |     |     |     |
| 11         | Abel Hernández         | 08.08.1990   | US Palermo          | 8                | 3                   | 4 (U-20 2009)                | 1 (2012)  |     |     |     |     |     |
| 16         | Tabaré Viudez          | 08.09.1989   | Nacional Montevideo |                  |                     | 6 (U-20 2007, 2009)          | 2 (2012)  |     |     |     |     |     |

##### Ersatzspieler
| Nr.        | Spieler          | Geburtsdatum | Verein               | A-Länder- spiele | A-Länder- spieltore | WM-Spiele     |     |     |     |     |     |     |
| Tor        | Tor              | Tor          | Tor                  | Tor              | Tor                 | Tor           | Tor | Tor | Tor | Tor | Tor | Tor |
| ---------- | ---------------- | ------------ | -------------------- | ---------------- | ------------------- | ------------- | --- | --- | --- | --- | --- | --- |
| 22         | Martín Rodríguez | 20.09.1989   | Montevideo Wanderers |                  |                     | 4 (U-20 2009) |     |     |     |     |     |     |
| Abwehr     |                  |              |                      |                  |                     |               |     |     |     |     |     |     |
| 19         | Alejandro Silva  | 04.09.1989   | CA Fénix             |                  |                     |               |     |     |     |     |     |     |
| 20         | Marcelo Silva    | 21.03.1989   | CA Peñarol           |                  |                     | 3 (U-20 2009) |     |     |     |     |     |     |
| Mittelfeld |                  |              |                      |                  |                     |               |     |     |     |     |     |     |
| 21         | Cesar Pintos     | 17.11.1992   | Defensor Sporting    |                  |                     |               |     |     |     |     |     |     |

### 2016
Die Qualifikation erfolgte über die U-20-Fußball-Südamerikameisterschaft 2015, die in Uruguay stattfand. Uruguay konnte den Heimvorteil nur in der ersten Runde nutzen und sich als Gruppensieger für die Finalrunde qualifizieren. In dieser wurde aber nur der dritte Platz belegt und damit die Olympischen Spiele in Rio de Janeiro verpasst.

### 2020
Die Qualifikation erfolgte über ein vom 18. Januar bis 9. Februar 2020 in Kolumbien ausgetragenes Turnier.
- 1. Runde:
  - 19. Januar 2020: Uruguay U-23 – Paraguay U-23 1:0 in Armenia
  - 22. Januar 2020: Brasilien U-23 – Uruguay U-23 3:1 in Pereira
  - 25. Januar 2020: Bolivien U-23 – Uruguay U-23 3:2 in Armenia
  - 28. Januar 2020: Peru U-23 – Uruguay U-23 0:1 in Armenia, Uruguay als Gruppenzweiter aufgrund der besseren Tordifferenz vor den punktgleichen Bolivianern für die Finalrunde qualifiziert.
- Finalrunde (alle Spiele in Bucaramanga):
  - 3. Februar 2020: Argentinien U-23 – Uruguay U-23 3:2
  - 6. Februar 2020: Brasilien U-23 – Uruguay U-23 1:1
  - 9. Februar 2020: Kolumbien – Uruguay U-23 1:3

Uruguay verpasst als Dritter die Olympischen Spiele in Tokio, die kurz nach dem Turnier wegen der COVID-19-Pandemie um ein Jahr verschoben wurden.

## Ergebnisse bei den Panamerikanischen Spielen
| Jahr | Platzierung        |
| ---- | ------------------ |
| 1951 | nicht teilgenommen |
| 1955 | nicht teilgenommen |
| 1959 | nicht teilgenommen |
| 1963 | 4. Platz           |
| 1967 | nicht teilgenommen |
| 1971 | nicht teilgenommen |
| 1975 | Vorrunde           |
| 1979 | nicht teilgenommen |
| 1983 | 1. Platz           |
| 1987 | nicht teilgenommen |
| 1991 | nicht teilgenommen |
| 1995 | nicht teilgenommen |
| 1999 | Vorrunde           |
| 2003 | nicht teilgenommen |
| 2007 | nicht teilgenommen |
| 2011 | 3. Platz           |
| 2015 | 1. Platz           |
| 2019 | 4. Platz           |

## Trainer
- 1924: Ernesto Fígoli
- 1928: Primo Giannotti
- 2012: Óscar Tabárez

## Beste Torschützen
1. Pedro Petrone 11 Tore (1924, 1928) – Torschützenkönig 1924 (7 Tore)
2. Hector Scarone 8 Tore (1924, 1928)
3. Pedro Cea 5 Tore (1924, 1928)
4. Angel Romano 3 Tore (1924)